# Musée de la mosaïque et des émaux de Briare
Le Musée de la Mosaïque et des Émaux de Briare est un musée associatif  français situé dans la commune de Briare, le département du Loiret et la région Centre-Val de Loire.
En 2012, le musée, conservant la mémoire de l'entreprise française des Émaux de Briare, constitue le quatrième musée le plus visité du département.

## Géographie
Le musée est situé à Briare, commune du canton de Briare, du département du Loiret, de la région Centre-Val de Loire et de la région naturelle du Giennois.
Il est implanté 4 rue des Vergers sur le site de la manufacture, dans le pavillon d'honneur de l'usine des Émaux de Briare, ancienne demeure de Jean-Félix Bapterosses.

## Histoire
Le musée a été créé sous la forme d'une association loi de 1901 en 1994. Il a été officiellement inauguré le 13 juin 1994 par le président du conseil général du Loiret Éric Doligé.
La Poste française a émis le 30 mai 2011 un timbre à l'effigie du musée dans sa collection « La France comme j'aime »,.

## Collections
Le musée présente l'histoire de la manufacture des émaux de Briare qui fut créée en 1837 à l'origine comme une faïencerie concurrente de celle de Gien.
Des photographies d’archives et un assortiment de pièces produites au cours des différentes époques sont exposés,: camées , mosaïques, perles, boutons et faïencerie notamment.
Les procédés de fabrication actuels sont illustrés par un documentaire vidéo, tandis qu'une salle est consacrée à l'exposition des machines de fabrication utilisées au XIXe siècle.
Parmi les collections, des mosaïques du XIXe siècle réalisées par Eugène Grasset ou Félix Gaudin et du XXe siècle conçues par de grands noms de l'art cinétique : Carlos Cruz-Díez, Yaacov Agam ou Victor Vasarely,.
Une reproduction de L'ange aux ailes déployées du martyre de saint Étienne d'Eugène Grasset , dont l'original décore l'église Saint-Étienne de Briare est exposée dans le musée ainsi que divers autres panneaux mosaïques modèles de ceux ornant cette même église.
On peut également découvrir une collection de sculptures du XIXe siècle. Y figurent notamment, symboles de cette époque, les bustes en plâtre de l'empereur Napoléon III et de l'impératrice Eugénie de Montijo réalisés par Jean-Auguste Barre en 1852 et 1853, mais aussi  celui de Jean-Félix Bapterosses, sculpté par Henri Chapu et fondu par Ferdinand Barbedienne, et d'Alfred Loreau sculpté par Fabio Stecchi.
En numismatique est exposée une collection de médailles regroupant des œuvres de graveurs-médailleurs français du XIXe siècle, dont plusieurs prix de Rome ou graveur général des monnaies : Frédéric de Vernon, Louis-Alexandre Bottée, Eugène-André Oudiné, Hubert Ponscarme, Désiré-Albert Barre, Fabio Stecchi, Henri Chapu, Nicolas-Pierre Tiolier, Jules-Clément Chaplain. Il y figure également quelques œuvres de graveurs étrangers célèbres telles celles de l'Anglais Leonard C. Wyon ou du Belge Charles Wiener.
Les amateurs de peinture et de dessin y trouveront aussi une aquarelle de Victor Rose ou des gravures de Bertrand.
En plus des collections permanentes, des expositions temporaires sont régulièrement organisées.

## Fréquentation
Le musée a accueilli 13 558 visiteurs en 2012 ce qui en fait le 4e musée et le 15e site le plus visité du département.
Données relatives aux fréquentations dans les musées
|                                   | 2007   | 2008    | 2009    | 2010    | 2011    | 2012    |
| --------------------------------- | ------ | ------- | ------- | ------- | ------- | ------- |
| Musée de la mosaïque et des émaux | 16 267 | 15 538  | 16 025  | 15 125  | 13 363  | 13 558  |
| Loiret                            | ?      | 303 000 | 304 315 | 296 200 | 260 450 | 284 462 |

## Services
Le musée dispose d'un auditorium de 30 places, d'une librairie et d'une boutique.